# The Match
The Match este un film românesc din 2006 regizat de Mihai Pîrcălabu. Rolurile principale au fost interpretate de actorii Anca Pop, Cosmin Seleși.

## Distribuție
Distribuția filmului este alcătuită din:
- Bogdan Cotleț — Costel
- George Paraschiv — Pistol Pete Higgins
- Bogdan Costea — Stelică
- Anca Pop — Liuba
- Ștefan Pavel — Mitică
- George Andreescu Gojira — Luptătorul rus
- Marius Bodochi — Serghei Mihalkov
- Cosmin Seleși — Luțu
- Natalia Dragomir — Luiza